# Такелмски језик
Такелмски језик (IPA: /təˈkɛlmə/) је изумрли језик којим су говорили народи Такелма и Латгава на територији данашње америчке државе Орегон пре доласка Англоамериканаца. Овај језик припада хипотетичком пенутијском филуму. Први лингвиста који га је детаљно проучио био је Едвард Сапир, такелмски језик је био тема његовог дипломског рада „Такелмски језик југоисточног Орегона” (енгл. The Takelma Language of Southwestern Oregon). Последња особа која је течно говорила такелмским језиком била је Френсис Џонсон (так. Gwísgwashãn). Са њом је Сапир сарађивао док је проучавао језик. Данас постоје напори на оживљавању језика и изради енглеско−такелмског речника.

## Дијалекти
- Долински (такелмски) дијалекат, који је био у употреби дуж средњег тока реке Рог у југозападном Орегону.
  -  ? могуће је да је постојао кау крик говор или дијалекат, око реке Саут Амква (притока реке Амква) и њене притоке Кау Крик.[5]
- (Горски) латгавски дијалекат, дуж горњег тока реке Рог у југозападном Орегону.

## Веза са другим језицима
Такелмски језик је по правилу укључен у хипотетичку пенутијску макропородицу језика, што је први предложио Едвард Сапир.
У оквиру пенутијских језика, такелмски језик је груписан са калапујским језицима у такелмско-калапујске (или такелмске) језике. Међутим, према необјављеном спису Тарпента и Кендала (1998) ова везе је неоснована због веома различите морфолошке структуре такелмског и калапујских језика.